# Open mic
Open mic (på svenska öppen mic eller öppen mick) är en live-show där publiken får uppträda på scenen. Dessa evenemang fokuserar mestadels på performancekonster såsom poesi, musik, spoken word samt komik.